# Jeff Toms
Pour les articles homonymes, voir Toms.
Jeff Toms (né le 4 juin 1974 à Swift Current) est un joueur professionnel canadien de hockey sur glace. Il évolue au poste d'attaquant.

## Carrière de joueur
Sélectionné par les Devils du New Jersey au cours du repêchage d'entrée dans la LNH 1992, il poursuit sa carrière au cours de divers club de LNH avant d'être embauché en LNA par le HC Bâle en 2003.

## Statistiques
Pour les significations des abréviations, voir Statistiques du hockey sur glace.
| Saison     | Équipe                           | Ligue      |     | Saison régulière | Saison régulière | Saison régulière | Saison régulière | Saison régulière |    | Séries éliminatoires | Séries éliminatoires | Séries éliminatoires | Séries éliminatoires | Séries éliminatoires |
| Saison     | Équipe                           | Ligue      | PJ  | B                | A                | Pts              | Pun              | PJ               | B  | A                    | Pts                  | Pun                  |                      |                      |
| 1991-1992  | Greyhounds de Sault-Sainte-Marie | LHO        | 35  | 9                | 5                | 14               | 0                | 16               | 0  | 1                    | 1                    | 2                    |                      |                      |
| 1992-1993  | Greyhounds de Sault-Sainte-Marie | LHO        | 60  | 16               | 23               | 39               | 20               | 16               | 4  | 4                    | 8                    | 7                    |                      |                      |
| 1993-1994  | Greyhounds de Sault-Sainte-Marie | LHO        | 64  | 52               | 45               | 97               | 19               | 14               | 11 | 4                    | 15                   | 2                    |                      |                      |
| 1994-1995  | Knights d'Atlanta                | LIH        | 40  | 7                | 8                | 15               | 10               | 4                | 0  | 0                    | 0                    | 4                    |                      |                      |
| 1995-1996  | Knights d'Atlanta                | LIH        | 68  | 16               | 18               | 34               | 18               | 1                | 0  | 0                    | 0                    | 0                    |                      |                      |
| 1995-1996  | Lightning de Tampa Bay           | LNH        | 1   | 0                | 0                | 0                | 0                | --               | -- | --                   | --                   | --                   |                      |                      |
| 1996-1997  | Red Wings de l'Adirondack        | LAH        | 37  | 11               | 16               | 27               | 8                | 4                | 1  | 2                    | 3                    | 0                    |                      |                      |
| 1996-1997  | Lightning de Tampa Bay           | LNH        | 34  | 2                | 8                | 10               | 10               | --               | -- | --                   | --                   | --                   |                      |                      |
| 1997-1998  | Lightning de Tampa Bay           | LNH        | 13  | 1                | 2                | 3                | 7                | --               | -- | --                   | --                   | --                   |                      |                      |
| 1997-1998  | Capitals de Washington           | LNH        | 33  | 3                | 4                | 7                | 8                | 1                | 0  | 0                    | 0                    | 0                    |                      |                      |
| 1998-1999  | Pirates de Portland              | LAH        | 20  | 3                | 7                | 10               | 8                | --               | -- | --                   | --                   | --                   |                      |                      |
| 1998-1999  | Capitals de Washington           | LNH        | 21  | 1                | 5                | 6                | 2                | --               | -- | --                   | --                   | --                   |                      |                      |
| 1999-2000  | Pirates de Portland              | LAH        | 33  | 16               | 21               | 37               | 16               | 4                | 1  | 1                    | 2                    | 2                    |                      |                      |
| 1999-2000  | Capitals de Washington           | LNH        | 20  | 1                | 2                | 3                | 4                | --               | -- | --                   | --                   | --                   |                      |                      |
| 2000-2001  | Falcons de Springfield           | LAH        | 5   | 6                | 5                | 11               | 0                | --               | -- | --                   | --                   | --                   |                      |                      |
| 2000-2001  | Wolf Pack de Hartford            | LAH        | 12  | 4                | 9                | 13               | 2                | 5                | 6  | 0                    | 6                    | 2                    |                      |                      |
| 2000-2001  | Islanders de New York            | LNH        | 39  | 2                | 4                | 6                | 10               | --               | -- | --                   | --                   | --                   |                      |                      |
| 2000-2001  | Rangers de New York              | LNH        | 15  | 1                | 1                | 2                | 0                | --               | -- | --                   | --                   | --                   |                      |                      |
| 2001-2002  | Wolf Pack de Hartford            | LAH        | 9   | 6                | 6                | 12               | 4                | --               | -- | --                   | --                   | --                   |                      |                      |
| 2001-2002  | Rangers de New York              | LNH        | 38  | 7                | 4                | 11               | 10               | --               | -- | --                   | --                   | --                   |                      |                      |
| 2001-2002  | Penguins de Pittsburgh           | LNH        | 14  | 2                | 1                | 3                | 4                | --               | -- | --                   | --                   | --                   |                      |                      |
| 2002-2003  | Rampage de San Antonio           | LAH        | 64  | 30               | 33               | 63               | 28               | 1                | 0  | 0                    | 0                    | 0                    |                      |                      |
| 2002-2003  | Panthers de la Floride           | LNH        | 8   | 2                | 2                | 4                | 4                | --               | -- | --                   | --                   | --                   |                      |                      |
| 2003-2004  | HC Bâle                          | LNA        | 25  | 14               | 11               | 25               | 14               | --               | -- | --                   | --                   | --                   |                      |                      |
| 2003-2004  | Severstal Tcherepovets           | Superliga  | 14  | 0                | 2                | 2                | 8                | --               | -- | --                   | --                   | --                   |                      |                      |
| 2004-2005  | HC Ambrì-Piotta                  | LNA        | 38  | 21               | 27               | 48               | 26               | 5                | 1  | 1                    | 2                    | 0                    |                      |                      |
| 2005-2006  | HC Ambrì-Piotta                  | LNA        | 40  | 11               | 29               | 40               | 46               | 7                | 4  | 5                    | 9                    | 6                    |                      |                      |
| 2006-2007  | SC Langnau Tigers                | LNA        | 33  | 13               | 20               | 33               | 38               |                  |    |                      |                      |                      |                      |                      |
| 2007-2008  | SC Langnau Tigers                | LNA        | 40  | 20               | 40               | 60               | 36               |                  |    |                      |                      |                      |                      |                      |
| 2008-2009  | SC Langnau Tigers                | LNA        | 23  | 16               | 16               | 32               | 41               |                  |    |                      |                      |                      |                      |                      |
| 2009-2010  | Genève-Servette HC               | LNA        | 40  | 8                | 28               | 36               | 44               | 18               | 5  | 12                   | 17                   | 14                   |                      |                      |
| 2010-2011  | Genève-Servette HC               | LNA        | 43  | 12               | 24               | 36               | 24               | 6                | 1  | 5                    | 6                    | 8                    |                      |                      |
| Totaux LNH | Totaux LNH                       | Totaux LNH | 236 | 22               | 33               | 55               | 59               | 1                | 0  | 0                    | 0                    | 0                    |                      |                      |